# Administrativní dělení Argentiny

Provincie Argentiny

Argentina je federativní stát, který se skládá z 23 provincií a jednoho federálního distriktu - hlavního města Buenos Aires.

## Přehled území
| Provincie / hlavní město | Hlavní město          | ISO 3166-2 kód | Počet obyvatel (rok 2020) | Rozloha [km²] |
| ------------------------ | --------------------- | -------------- | ------------------------- | ------------- |
| Buenos Aires             | La Plata              | AR-B           | 17 541 141                | 307 571       |
| Catamarca                | Catamarca             | AR-K           | 415 438                   | 102 602       |
| Chaco                    | Resistencia           | AR-H           | 1 204 541                 | 99 633        |
| Chubut                   | Rawson                | AR-U           | 618 994                   | 224 686       |
| Corrientes               | Corrientes            | AR-W           | 1 120 801                 | 88 199        |
| Córdoba                  | Córdoba               | AR-X           | 3 760 450                 | 165 321       |
| Entre Ríos               | Paraná                | AR-E           | 1 385 961                 | 78 781        |
| Formosa                  | Formosa               | AR-P           | 605 193                   | 72 066        |
| Jujuy                    | San Salvador de Jujuy | AR-Y           | 770 881                   | 53 219        |
| La Pampa                 | Santa Rosa            | AR-L           | 358 428                   | 143 440       |
| La Rioja                 | La Rioja              | AR-F           | 393 531                   | 89 680        |
| Mendoza                  | Mendoza               | AR-M           | 1 990 338                 | 148 827       |
| Misiones                 | Posadas               | AR-N           | 1 261 294                 | 29 801        |
| Neuquén                  | Neuquén               | AR-Q           | 664 057                   | 94 078        |
| Río Negro                | Viedma                | AR-R           | 747 610                   | 203 013       |
| Salta                    | Salta                 | AR-A           | 1 424 397                 | 155 488       |
| San Juan                 | San Juan              | AR-J           | 781 217                   | 89 651        |
| San Luis                 | San Luis              | AR-D           | 508 328                   | 76 748        |
| Santa Cruz               | Río Gallegos          | AR-Z           | 365 698                   | 243 943       |
| Santa Fe                 | Santa Fe              | AR-S           | 3 536 418                 | 133 007       |
| Santiago del Estero      | Santiago del Estero   | AR-G           | 978 313                   | 136 351       |
| Tierra del Fuego         | Ushuaia               | AR-V           | 173 432                   | 21 571        |
| Tucumán                  | San Miguel de Tucumán | AR-T           | 1 694 656                 | 22 524        |
| Buenos Aires             | -                     | AR-C           | 3 075 646                 | 200           |
| Argentina CELKEM         | Buenos Aires          |                | 45 376 763                | 2 780 400     |